# Koshiro Sumi
Koshiro Sumi (角 昂志郎 Sumi Koshiro?, Tokio, 13 de agosto de 2002) es un futbolista japonés que juega como centrocampista en el Júbilo Iwata.

## Trayectoria
En 2019 se unió al FC Tokyo de la J1 League.

## Clubes
| Club               | País  | Año   |
| ------------------ | ----- | ----- |
| F. C. Tokyo sub-23 | Japón | 2019  |
| Júbilo Iwata       | Japón | 2025- |